# Момадей, Наварр Скотт
Наварр Скотт Мо́мадей (англ. Navarre Scott Momaday; 27 февраля 1934, Лотон, Оклахома —	24 января 2024) — американский писатель индейского происхождения (из племени кайова), член Американской академии искусств и наук. Имел 20 почетных степеней от различных колледжей и университетов. Обладатель Пулитцеровской премии за роман House Made of Dawn («Дом из рассвета») в 1969 году.
В 2007 году Наварру Скотту Момедею была вручена Национальная медаль США в области искусств за работу, связанную с сохранением культуры коренных американцев.
Артист ЮНЕСКО во имя мира (2004).

## Произведения

### Проза и мемуаристика
- The Journey of Tai-me / «Странствие Тай-Ме» (1967, традиционные легенды народа кайова)
- House Made of Dawn / «Дом, из рассвета сотворённый» (1968, роман)
- The Way to Rainy Mountain / «Путь к Горе Дождей» (1969, сборник легенд; включает истории из «Странствия Тай-Ме» с дополнениями и рисунками отца автора Альфреда Момадея)
- The Names: A Memoir (1976, воспоминания о детских годах на Юго-Западе)
- The Ancient Child (1989, роман)
- The Man Made of Words: Essays, Stories, Passages (1997, сборник эссе)
- Three Plays: The Indolent Boys, Children of the Sun, and The Moon in Two Windows (2007, пьесы и киносценарий)

### Сборники стихов и малой прозы
- Angle of Geese (1974)
- The Gourd Dancer (1976)
- In the Presence of the Sun (1992)
- In the Bear’s House (1999)
- Again the Far Morning: New and Selected Poems (2011)

### Книги для детей
- Circle of Wonder: A Native American Christmas Story / «Круг Чудес: Рождественская история американских индейцев» (1993, иллюстрирована автором)
- Four Arrows & Magpie: A Kiowa Story / «Четыре стрелы и Сорока: Легенда племени кайова» (2006)

## Цитаты
- Мы — то, чем себя воображаем. Само наше бытие заключено в способности воображать самих себя… Величайшей трагедией, которая может нас постигнуть, является жизнь без воображения.
Скотт Момадей.